# Gunungbekel
Gunungbekel is een bestuurslaag in het regentschap Probolinggo van de provincie Oost-Java, Indonesië. Gunungbekel telt 1839 inwoners (volkstelling 2010).